# 西南方言 (朝鮮語)
西南方言または湖南方言、全羅道方言、とは朝鮮半島西南部で使用される朝鮮語の方言の一つである。一般的に光州広域市、全羅南道、全北特別自治道などの湖南地方一帯の地域で使用される。西南方言は中部方言と西北方言と共に音長地域で結ばれるため、この地域の音長は、単語の意味を区別する機能をもつ。西南方言の子音体系は中部方言と同じである。小白山脈を境に東南方言と分けられる。 

## 特徴
西南方言は、いわゆるウムラウト化現象が多く起こるが、「퇴끼」（토끼、ウサギ）、「괴기」（고기、肉）、「가랭이」（가랑이、股）などがあげられる。また、「ㅓ」が「ㅡ」で発音されたり「ㅔ」が「ㅣ」と発音されたりするなどの高母音化現象が特徴であり、このような現象は、長母音で頻繁におこる。「그짓말」（거짓말、嘘）、「비개」（베개、枕）などがその例である。そして通常、最後に「～디」、「～잉」などが来る。 
逆行同化が特に多いのもこれらの方言の特徴である。「잽히다」（잡히다、捕まる）や「괴기/게기」（고기、肉）などの逆行同化の分布は全国的にかなり多く、「뱁이다, 맴이다」のように名詞が名詞が後に助詞に会って逆行同化を起こす現象は、忠清道の一部地方でも発見されるが、この南部の方言で著しく現れる特徴と言える。 
西南方言で「ㅅ」不規則活用が見られる「짓-」などの一部の用言を除いて「ㅅ」不規則用言は存在しない。「ㅂ」不規則用言は、いくつかの慶尚道に隣接する地域で「ㅂ」規則活用を一つ、これらの地域を除いては、不規則な活用を見せる（잇고・이서서[이어서]・춥다・추워）. 西南方言で「ㄺ、ㄼ」などの用言末子音群は子音の前で「ㄹ」を脱落させて発音する（익다[읽다], 익고[읽고], 넙다[넓다], 넙고[넓고]）。 
西南方言で中期朝鮮語のアレアは、第1音節で概ね「아」に変化したが、「ㅁ・ㅂ・ㅍ」など唇音の下では、ほとんど「오」に変化した。 
助詞「의」を「으」と発音する特徴がある。 南部西南方言では、現在時制先語末語尾「-느-」が使用されていない場合が多い（잡은다[잡는다]）。西南方言の特徴的な語尾では하대（下待）の疑問形終結語尾「-능가」、存在の説明または疑問形終結語尾の「-（지）라오, -（지）라우」、丁寧先語末語尾「-게-, -기-, -겨-」などがある。「가셔라우」（가셔요）、「할머니가 외게서」（할머니가 오셔서）のように「-게/겨-」が使われる現象も特記するに値する。 理由表示語尾には「-응깨」と「-응개」があるが、前者は南部南西方言では、後者は北南西方言で使用される。主に南部の西南方言がアクセントが強く、光陽の場合慶尚道と接していて、たまに東南方言と混ざることもある。

## 方言区分

### 全北方言の下位区分

#### 言語分化基準
語彙分化を基準に東部と西部に区画した基準。
- 西部方言圏: 沃溝、益山、完州、金堤、扶安、井邑、高敞<7つの郡> 책을 꽂다.
- 東部方言圏: 茂朱、鎮安、長水、任実、南原、淳昌<6つの郡> 책을 꼽다.

#### 方言分化の音韻論的基準[2]
```
             ┌─ 東北地域: 茂朱
* 東部地域─┤
             └─ 東南地域: 長水、淳昌、南原
             ┌─ 西北地域: 沃溝、益山、金堤、完州、扶安
* 西部地域─┤
             └─ 西南地域: 扶安、井邑、高敞、任実

```

- ‘ㅇㆍ’の音が‘아’に変わった地域<完州、益山、沃溝、金堤、扶安、茂朱> （ここでㆍはアレアを意味する） ㅁㆍㄹ→말, ㅍㆍㄹ→팔, ㅍㆍ리→파리
- ‘ㅇㆍ’の音が‘오’に変わった地域<淳昌、高敞、南原、井邑、任実> <見る> ㅁㆍㄹ→몰>말, ㅍㆍㄹ→폴, ㅍㆍ리→파리